# Tân Cảng, Gia Nghĩa

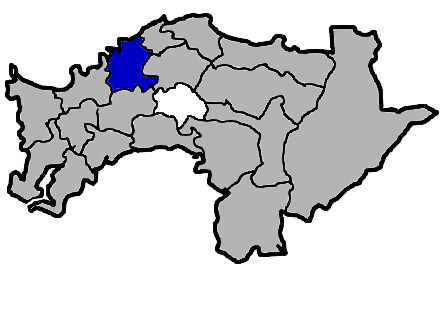
Vị trí tại huyện Gia Nghĩa

Tân Cảng (tiếng Trung: 新港鄉; bính âm: Xīngǎng Xiāng) là một hương (xã) của huyện Gia Nghĩa, tỉnh Đài Loan, Trung Hoa Dân Quốc (Đài Loan). Hương giáp với hai dòng sông là Phác Tử và Bắc Cảng lần lượt ở hai đầu nam và bắc. Hương có địa hình bằng phẳng và phát triển lĩnh vực nông nghiệp. Tổng diện tích của Tân Cảng là 66,0495 km², dân số vào tháng 8 năm 2011 là 34.374 người thuộc 10.426 hộ gia đình, mật độ cư trú đạt 520,4 người/km².